# Onoe Jima
Onoe Jima  (von japanisch おのえじま Onoe-shima, deutsch ‚Axtgriff-Insel‘) ist eine kleine Insel vor der Prinz-Harald-Küste des ostantarktischen Königin-Maud-Lands. Sie liegt in unmittelbarer Nachbarschaft zur Ono Jima im Gebiet der Langhovde.
Japanische Wissenschaftler benannten sie 2008 in Anlehnung an die Benennung der benachbarten Insel.